# 점막근육
점막근육, 점막내근육, 점막근(muscularis mucosae) 또는 점막근육판, 점막근판(lamina muscularis mucosae)은 위장관계에서 근육이 이루는 얇은 층으로, 고유판과 점막밑층 사이에 위치한다. 식도에서 곧창자 상부까지 연속적으로 존재한다. 배설계에도 점막근육과 비슷한 근육층이 불연속적으로 콩팥깔때기(신우)에서 방광까지 존재하지만, 연속적인 층이 아니기 때문에 진짜 점막근육은 아닌 것으로 간주된다.
위장관계에서 점막은 상피, 고유판, (존재한다면) 점막근육으로 구성된 층이다. 어원 역시 이를 뒷받침하는데, 고유판과 점막근육의 라틴어 이름은 각기 '점막의 고유한 층'(lamina propria mucosae)과 '점막의 근육층'(lamina muscularis mucosae)으로 해석된다.
점막근육은 여러 개의 얇은 평활근 층으로 이루어져 있으며, 점막 표면과 아래쪽의 샘을 지속적으로 가볍게 흔들어 줘서 샘의 내용물이 나갈 수 있게 한다. 또한 상피와 내강의 내용물 사이 접촉이 더 잘 되게 한다.

## 추가 이미지

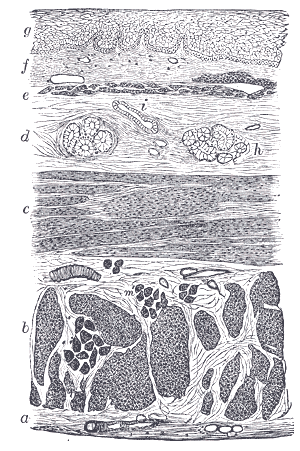
사람 식도의 단면. 중간 배율.
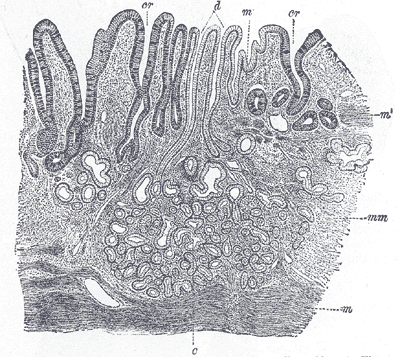
사람 위 점막의 단면. 들문구멍 근처의 모습.
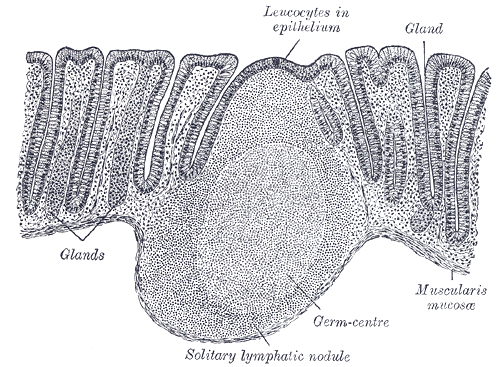
사람 곧창자 점막의 단면. 60배율.
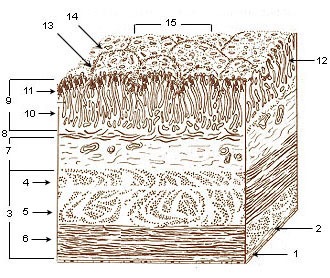
위벽의 층
점막근육을 보여주는 장벽의 일반적인 구조